# Hydrobiosella armata
Hydrobiosella armata is een schietmot uit de familie Philopotamidae. De soort komt voor in het Australaziatisch gebied.